# Jorge Gordillo
Jorge Manuel Gordillo (Buenos Aires, 27 de janeiro de 1962) é um treinador ex-futebolista profissional argentino que atuava como defensor.

## Carreira

### River Plate
Jorge Gordillo integrou o River Plate na campanha vitoriosa da Libertadores da América de 1986.

## Títulos
River Plate
- Primera Division Argentina: 1985-86, 1989-90
- Taça Libertadores da América: 1986
- Copa Intercontinental: 1986